# Митець і знавець
«Мите́ць і знаве́ць» (англ. The Painter and The Buyer) — малюнок пізнього періоду творчості фламандського художника XVI століття Пітера Брейгеля Старшого.

## Загадкові малюнки майстра
Загадковість притаманна багатьом творам художника.
Порівняння малюнків майстра з гравюрами з тих малюнків, виконані в графічних майстернях, виявили значні розбіжності: для чого вони? Звідки вони?.. Не збігалися написи, бо підписи на готових гравюрах не належали самому художнику. Доповнення вносив володар майстерні (Ієронімус Кок), на якого працював художник. Обидва пригадали зарозумілі і складні для тлумачення твори Ієронімуса Босха, світогляд якого виявився досить близьким до світогляду Брейгеля Старшого. Згодом він стане найкращим продовжувачем традицій Босха в середині 16 століття, талановитим інтерпретатором його стилістики. І досить загадковим спадкоємцем саме національної нідерландської традиції, незважаючи на перебування і навчання в Італії. Не став Брейгель Старший і представником романизму, еклектичної течії нідерландського мистецтва, представники якої некритично комбінували знахідки італійських майстрів зі здобутками національного мистецтва, несхожого з італійським за витоками.
Однак, до найбільш загадкових малюнків майстра відносять:
- «Ельк» (в перекладі — кожний), бл. 1558 р.
- «Бджолярі», бл. 1568 р., Берлін
- «Митець і знавець». бл. 1565 р., Альбертіна, Відень.

Всі вони далекі від змісту творчості і стилістики Босха.

## Датування
Дослідження і самого малюнка мало чим могло допомогти науковцям. Якщо частка малюнків майстра підписана і навіть датована ним, але не цей. А підпис понизу ліворуч неавторський, пізній, сумнівний. В ранніх творах художник постає як пейзажист. Він досить точно фіксує побачені краєвиди, особливо ті, що відрізнялись від долинних, звичних для нього в Нідерландах («Гірський пейзаж з італійським монастирем», 1552, Берлін, «Пейзаж зі скелястими горами», 1553, Дрезден, «Альпійський пейзаж з малюючим художником», 1554, Лондон, приватна збірка)
В картинах майстра людські постаті тісно пов'язані з краєвидом, не відокремлені від нього. Лише в пізній період творчості Брейгель старший ніби поміняв власну манеру і став приділяти помітнішу увагу людській особі. Тому малюнок «Митець і знавець» логічно відносять до пізнього періоду творчості. Але датування має значний діапазон: від 1560 до 1568-го. Звідси умовна дата 1565 рік.

## Опис твору
На невеликому шматку паперу подано дві чоловічі постаті. Вони значно наближені до глядача, що досить незвично для художника. Всі тіні створені ретельною штриховкою, як у майстра, що знайомий з технікою гравюри чи традиціями митців північних шкіл Західної Європи (німецької, нідерландської тощо). Так, представники венеційської школи малювали м'якими штрихами, а тіні — здебільшого плямами.
Добре розпізнається постать якогось художника, на що вказує пензель в його руці. Поряд — постать старого знавця в окулярах, що лізе в гаманець з грошима. Надзвичайно індивідуалізовані обличчя обох персонажів. Художник з кудлатим волоссям і нестриженою бородою натхненно працює. Знавець підсліпувато слідкує за рухами майстра і ніби вже готовий заплатити за твір, котрий щойно народжується, але який не може бачити глядач. Брейгель Старший, як в театральній виставі, майстерно використовує умовність, натяк, дозволяючи глядачеві домалювати недостатнє. Але нема жодних вказівок на те, що це автопортрет художника. Ще більше інтерпретацій з постаттю старого знавця, підсліпуваті очі якого і рот, наче нашвидкуруч прорізаний ножем не викликають ні поваги, ні довіри.

## Інтерпретація сюжету

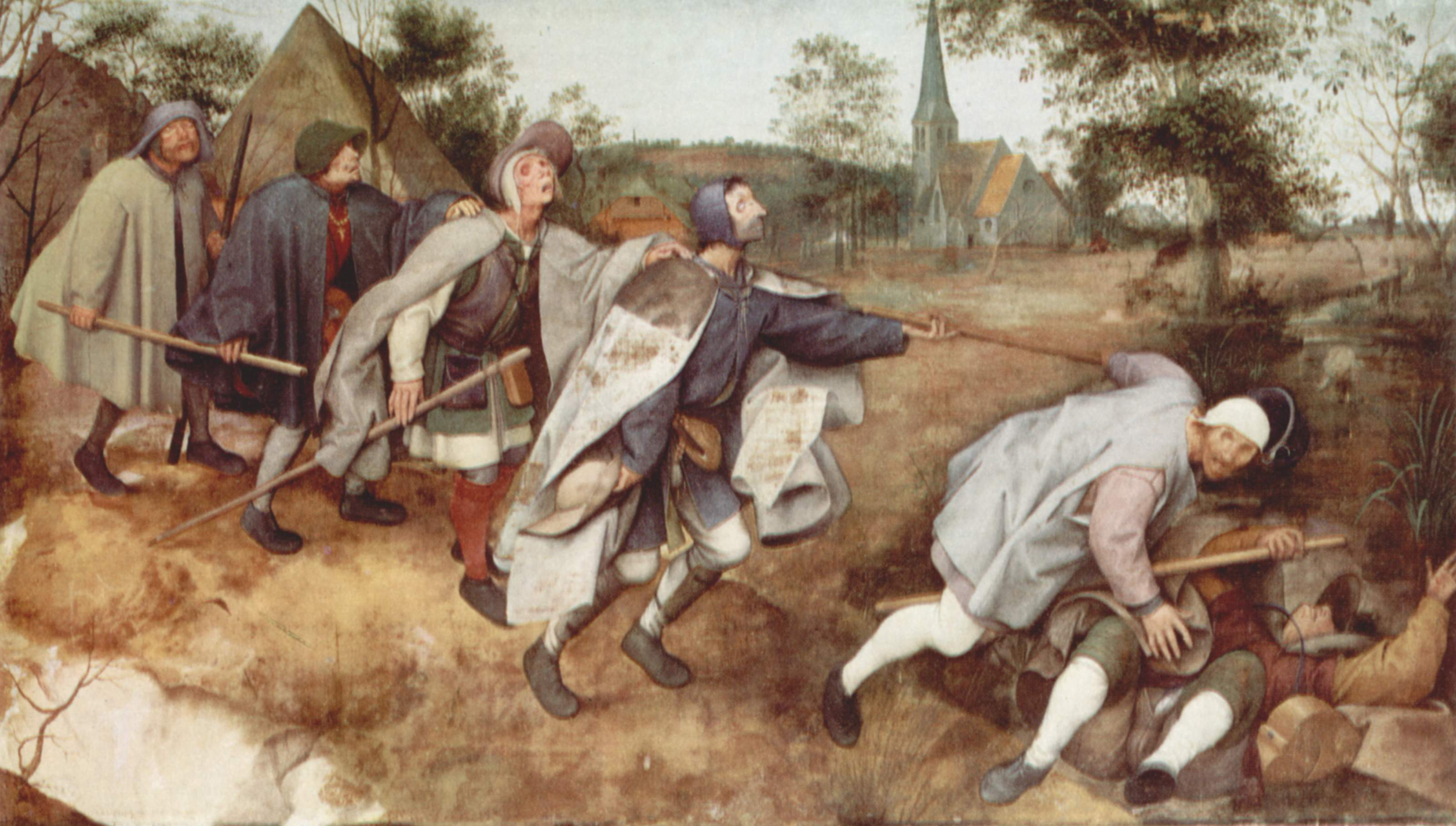
Пітер Брейгель Старший, «Сліпі», 1568, музей і галерея Каподімонте

Звичайно ж, найменше — це побутова сцена, що демонструє стосунки мецената та творця, замовника і художника. Хоча збережена «побутовість» події і навіть можна домалювати майстерню, де подія відбувалась.
Художника і особу Пітера Брейгеля Старшого роками хвилювала проблема людської короткозорості, внутрішньої сліпоти, відсутності мудрості. Зацікавленість в цій темі відбилась в різних творах митця. «Засліплений» гонитвою за швидким збагаченням, алхімік не помічає руйнацій і власної оселі, і власної родини. Він не відривається від вкотре неуспішних експериментів навіть тоді, коли нема чого їсти власним дітям і тих, зголоднілих і осиротілих, віддають до притулку (малюнок «Алхімік» 1558 р., Берлін, гравюра того ж року). Найбільш повно і неприховано ідея внутрішньої сліпоти людей розв'язана в картині «Сліпі», створеної згідно з біблійною притчею.
Не міг не знати Брейгель Старший і широко відомий тоді твір «Човен дурнів», котрий створив німецький письменник-гуманіст, поет Себастіан Брант. Письменник ще на початку 16 століття насмілився покарати сміхом і ганьбою навіть паломника по святих місцях, що був і залишився внутрішньо сліпим після відвідин низки святих місць:
Поехать в Павию иль в Рим: Иль даже в Иерусалим,
Скажу, заслуга небольшая.
А знания преумножая,
Чужие посещать края: Считаю добрым делом я.
Но если даже привезешь: И сотню крестиков, ты всё ж,
Не будешь доблестно отмечен,
Ибо тебе хвалиться нечем,
Коль столько стран ты обошёл,
А глуп остался, как осёл. (Переклад Льва Пеньковського.)
Запропонована гіпотеза, що і малюнок «Митець і знавець» теж не що інше, як алегорія мудрості і людської сліпоти. Від невеликого малюнка віє такою значною творчою силою, що він переростає простенький, невибагливий сюжет. Це помітив не один дослідник. Художник вклав в малюнок такий могутній імпульс, що наблизив твір і до філософських узагальнень, і до шедеврів.